# دودلي فوربس
دودلي فوربس (13 يناير 1873 في جمهورية أيرلندا - 21 أبريل 1901 في جنوب أفريقيا) (بالإنجليزية: Dudley Forbes)‏ هو لاعب كريكت جنوب أفريقي. شارك مع منتخب اسكتلندا الوطني للكريكت. أما مع النوادي، فقد لعب مع نادي مارليبون للكريكت ‏ ونادي الكريكت في جامعة أكسفورد ‏.

## وصلات خارجية
- دودلي فوربس على موقع إي آس بي آن كريك إنفو (الإنجليزية)